# Gungwiller
Gungwiller es una localidad y  comuna francesa situada en el departamento de Bajo Rin, en la región de Alsacia. Tiene una población de 233 habitantes (según censo de 1999) y una densidad de 141 h/km².

## Demografía
| 241 | 310 | 263 | 219 | 233 | 267 |
| Para los censos de 1962 a 1999 la población legal corresponde a la población sin duplicidades (Fuente: INSEE [Consultar]) |     |     |     |     |     |